# Manolo Clares
Manuel Clares García, plus connu comme Manolo Clares, né le 23 février 1948 à Madrid (Espagne), est un footballeur espagnol. Il joue notamment pendant quatre saisons au FC Barcelone entre 1974 et 1978.

## Biographie
Son père, Miguel Clares, était le concierge du Stade Metropolitano à Madrid. Le frère de Manolo Clares, Gerardo Clares, était aussi footballeur.
Manolo Clares se forme dans les catégories juniors de l'Atlético de Madrid. Très jeune il quitte l'Atlético pour jouer avec Getafe Deportivo et le CF Gandía en Troisième division. En 1971, Clares est recruté par le CD Castellón. Un an plus tard il parvient à monter en Première division avec Castellón.
La saison 1972-1973 est la meilleure de l'histoire du CD Castellón. Le club termine à la cinquième place en championnat et parvient en finale de la Coupe d'Espagne. Manolo Clares est le meilleur buteur de l'équipe avec onze buts. Son excellente saison lui ouvre les portes de l'équipe d'Espagne et suscite l'intérêt des grands clubs espagnols, FC Barcelone et Real Madrid. Alors que les négociations avec Barcelone sont très avancées, le transfert ne se fait pas en raison de l'opposition de l'entraîneur de Castellón Lucien Muller.
Lors de la saison 1973-1974, Manolo Clares est de nouveau le meilleur buteur de Castellón avec onze buts, mais cela n'évite pas la relégation du club en deuxième division. Cette relégation facilite son transfert vers le FC Barcelone en mai 1974.
Clares arrive au Barça pour occuper la place du Néerlandais Johan Cruijff en Coupe d'Espagne car les étrangers n'étaient pas autorisés à participer dans cette compétition. Clares débute avec Barcelone le 26 mai 1974 lors des huitièmes de finale de la Coupe face à Oviedo. Il parvient à marquer un des buts de la victoire 3 à 2 du Barça. Avec cinq buts en six matchs, Clares conduit le FC Barcelone en finale où il est titularisé, mais Barcelone perd cette finale face au Real Madrid sur le score de 4 à 0.
Durant les quatre saisons qu'il passe au FC Barcelone, Manolo Clares est souvent critiqué par les supporters qui lui reprochent son manque de mordant face au but. Le journal El Mundo Deportivo affirme dans ses pages que Clares est « un avant-centre sans élégance, ni style, capable des buts les plus insolites et des erreurs les plus grossières. » Malgré tout, il est le meilleur buteur du Barça lors de la saison 1976-1977 avec 22 buts en 32 matchs. Son meilleur match avec Barcelone a lieu le 28 novembre 1976 au Camp Nou face à Valence CF qui occupe alors la place de leader du championnat : Clares parvient à marquer cinq buts lors de la victoire par 6 à 1 du Barça.
Les nombreux buts de Clares lors de la saison 1976-1977 ne suffisent pas pour que Barcelone remporte le titre, malgré le fait d'avoir été champion d'hiver et d'avoir été en tête pendant une grande partie de la Liga. 
En 1978, Clares après une finale de Coupe perdue et après avoir été trois fois vice-champion d'Espagne, il remporte enfin un titre avec Barcelone : la Coupe d'Espagne. Cependant, Clares ne joue pas la finale et il ne joue que 18 matchs en championnat (uniquement six comme titulaire).
En juillet 1978, avec les arrivées de José Luis Núñez à la présidence du club et de Lucien Muller au poste d'entraîneur, Manolo Clares est transféré au Rayo Vallecano pour un montant de 4 millions de pesetas. Il joue pendant deux saisons au Rayo jouant un total de 47 matchs et inscrivant neuf buts.
Au terme de la saison 1979-1980, le Rayo Vallecano est relégué et Manolo Clares met un terme à sa carrière de joueur. Il part vivre à Castellón où il travaille dans l'entreprise familiale de carrelage. Il entraîne quelques équipes de niveau amateur.
En 1992 se crée à Barcelone le Fòrum Manolo Clares, une association qui rend de hommage de façon humoristique à l'ancien joueur du Barça. Chaque année, cette association donne un trophée au personnage du club n'ayant pas été suffisamment estimé par les supporters.

### Équipe nationale
Manolo Clares ne joue qu'un seul match avec l'équipe d'Espagne. Il s'agit d'un match amical à Istanbul face à la Turquie le 17 octobre 1973.

## Palmarès
- Vainqueur de la Coupe d'Espagne en 1978 avec le FC Barcelone